# Castaño del Robledo
Castaño del Robledo er en by og kommune i det sydvestlige Spanien i provinsen Huelva. Den har et indbyggertal på 226 (2024) indbyggere.